# Оушан, Ясмин
Ясмин Оушан (нем. Jasmin Ouschan, род. 10 января 1986 года, Клагенфурт-ам-Вёртерзе) — австрийская бильярдистка и пулистка. Чемпионка Всемирных игр 2005 года. Чемпионка мира 2010 года по пул-10. 25-кратная чемпионка Европы. 18-кратная чемпионка Австрии.

## Биография и карьера
Ясмин начала заниматься бильярдом с 6 лет. Её отец Альбин Оушен и младший брат Альбин Оушен-мл. также играют в бильярд.
С 1999 по 2004 год Ясмин 11 раз выигрывала юношеский чемпионат Европы в пул-8 и пул-9. В 2004 году окончила среднюю школу. Начиная с 2005 года Ясмин 26 раз выигрывала чемпионат Европы в разных дисциплинах:
- Пул-8 — 5 раз (2006, 2008, 2009, 2010, 2017).
- Пул-9 — 7 раз (2005, 2009, 2010, 2011, 2013, 2014, 2015).
- Стрейт — 8 раз (2005, 2006, 2007, 2010, 2011, 2014, 2015, 2016, 2018).
- Пул-10 — 5 раз (2010, 2011, 2012, 2013, 2016)

Также дважды становилась серебряным и 10 раз бронзовым призёром чемпионатов Европы.
В 2010 году на чемпионате Европы в Загребе она стала первой в истории женщиной, которой удалось выиграть золотые медали во всех четырёх дисциплинах.
14 раз побеждала в «Евро-туре», участвовала во множестве региональных турниров.
С 2007 года для игры Ясмин использует различные кии марки Predator.

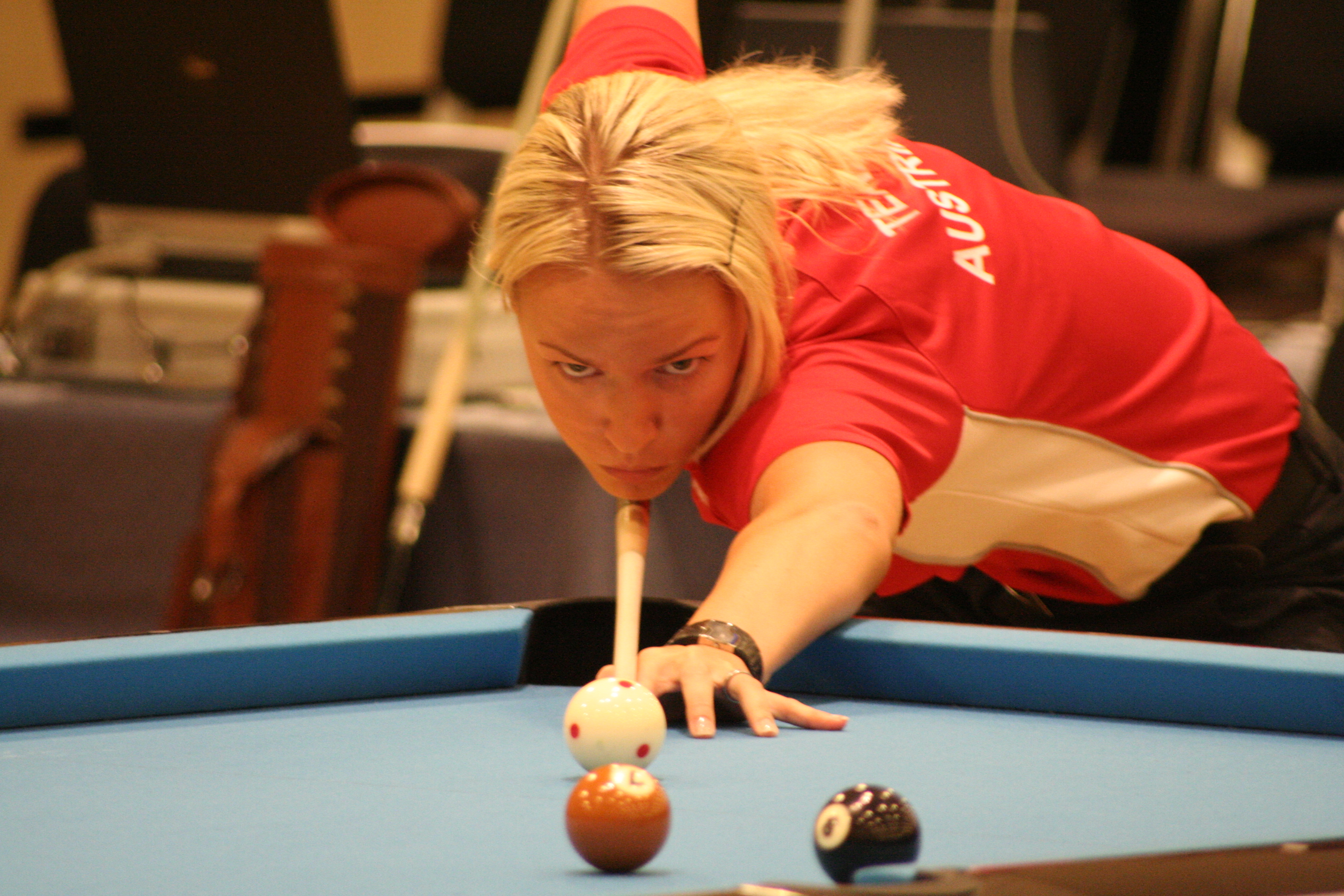
Ясмин на чемпионате Европы по пулу 2008

## Основные результаты
| Год  | Соревнования   | Место проведения   | Место | Дисциплина |
| ---- | -------------- | ------------------ | ----- | ---------- |
| 2005 | Всемирные игры | Дуйсбург, Германия | 1     | Пул-9      |
| 2009 | Всемирные игры | Гаосюн, Тайвань    | 2     | Пул-9      |
| 2013 | Всемирные игры | Кали, Колумбия     | 5     | Пул-9      |